# Жакаранда мимозолистная
Жакаранда мимозолистная (англ. Jacaranda mimosifolia) — субтропическое дерево, родом из южной и центральной частей Южной Америки, широко распространенное повсеместно из-за красивых, долго цветущих синих цветов. Также известно как жакаранда, синяя жакаранда, дерево-папоротник и англ. black poui. В старых источниках данный вид имеет систематическое название Jacaranda acutifolia, но в настоящее время все чаще классифицируются как Jacaranda mimosifolia. В научном обиходе название «Жакаранда» относится к роду Jacaranda, который насчитывает много других видов, но и в садоводстве и повседневном использовании под этим названием почти всегда подразумевают растение синяя жакаранда.

## Распространение
Синяя жакаранда культивируется почти во всех частях света, где нет опасности замерзания; однако, известно, что данный вид может пережить короткие заморозки до −7 °C. В США, в 48 км к востоку от Лос-Анджелеса, где зимой температура может на несколько часов опускаться до −12 °C, взрослое дерево выживает практически без видимых повреждений.
Данный вид произрастает в Соединенных Штатах, в некоторых частях штатов Орегон, Калифорния, Невада, Аризона, Техас и Флорида, на средиземноморском побережье Испании, Греции ( Афины),на юге Португалии (особенно в Лиссабоне), на юге Италии (в Неаполе и Кальяри довольно легко найти красивые экземпляры), в Израиле и на острове Мальта (где он цветет раньше, чем в континентальной Европе). Он был ввезен в Кейптаун Бароном фон Людвигом примерно в 1829 году. Данный вид считается инвазивным в некоторых частях ЮАР, а также в Квинсленде (Австралия), где он помешал росту местных видов. Кроме того, жакаранда часто встречается в Лусаке, столице Замбии, и Хараре, столице Зимбабве.

## Описание

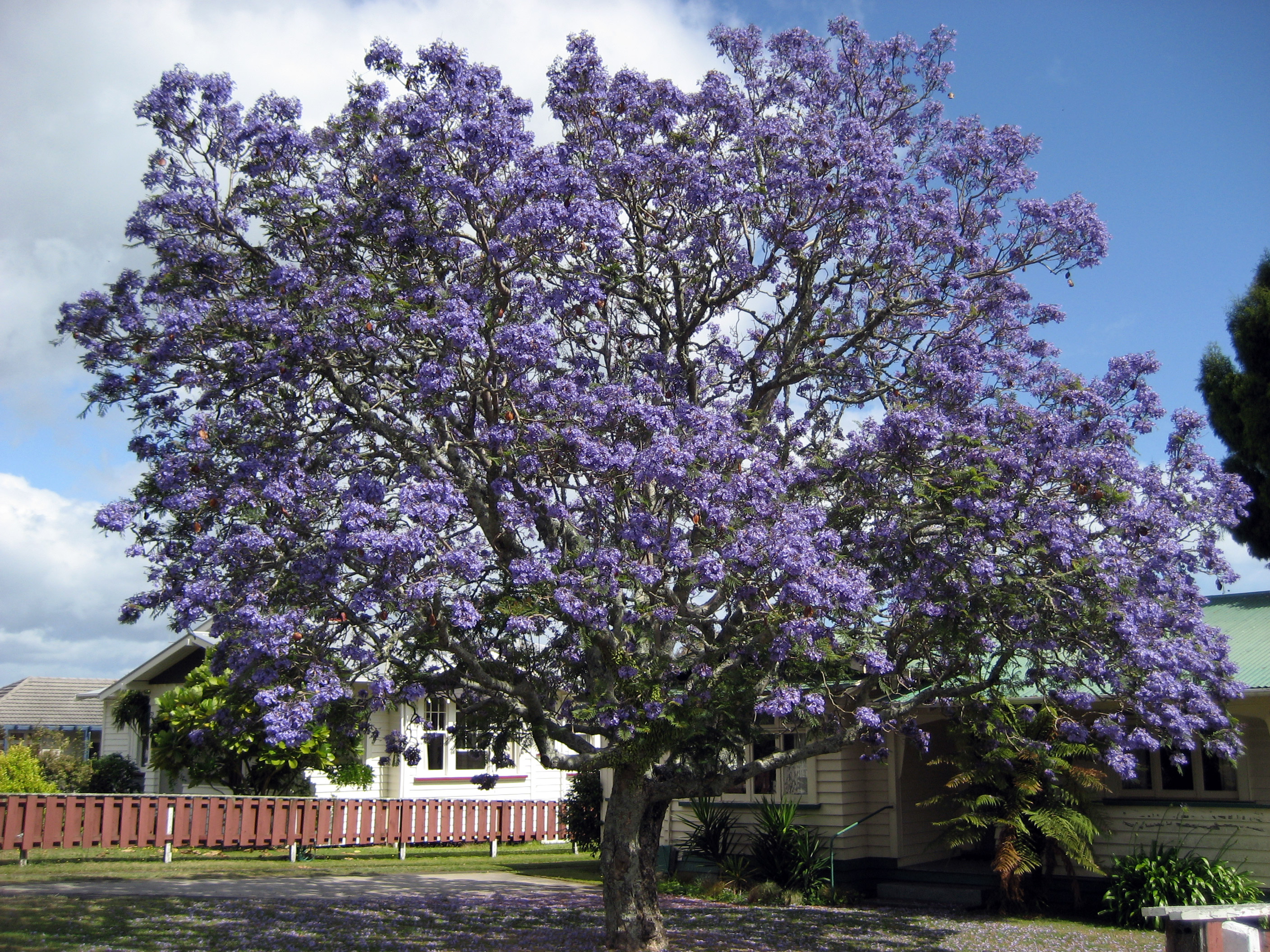
Цветущее дерево

Дерево достигает от 5 до 15 м в высоту. Кора тонкая, серо-коричневого цвета, гладкая у молодых деревьев, с возрастом покрывается мелкими чешуйками. Ветки тонкие, слегка зигзагообразные; светлого красно-коричневого цвета. Цветки до 5 см в длину, сгруппированы в 30-сантиметровые метёлки. Они появляются весной и в начале лета и цветут до двух месяцев. Затем появляются стручки с деревянистой кожурой, около 5 см в диаметре, содержащие большое количество плоских, крылатых семян. Из-за своих больших папоротниковидных листьев синяя жакаранда культивируется даже в тех областях, где она редко цветёт. Листья достигают до 45 см в длину, перистые, с листовками чуть более 1 см в длину. В питомниках встречаются экземпляры белого цвета.
Некоторым нравится обильное цветение данного растения, другие считают его довольно неопрятным. Жесткие стручки необычной формы, от 5,1 до 7,6 см в ширину, часто собирают, очищают и используют для украшения рождественских елок и сухих букетов.

## В культуре
Единственный вид жакаранды, который выращивается в комнатных условиях. В помещении обычно не цветёт и выращивается ради нежных папоротниковидных листьев. При благоприятных условиях растёт быстро и может достичь 1 м в высоту. По мере роста нижние листья опадают. Рекомендуется выращивать в тёплой солнечной комнате. Хорошо реагирует на некоторое количество прямых солнечных лучей.
Уход в комнатной культуре
- Температура: умеренная или чуть выше умеренной, зимой не ниже 12 °C.
- Освещение: яркий свет с некоторым количеством прямых солнечных лучей.
- Полив: умеренный полив с весны до осени, ограниченный - зимой.
- Влажность воздуха: требует частого опрыскивания листьев.
- Пересадка: по необходимости весной
- Размножение: стеблевыми черенками летом или семенами весной.